# San Marcos de Colón
San Marcos de Colón è un comune dell'Honduras facente parte del dipartimento di Choluteca.
Il comune è stato istituito nel 1846.